# ليوبولدو لوكي
ليوبولدو لوكي (بالإسبانية: Leopoldo Jacinto Luque)‏ (مواليد 3 مايو 1949) هو لاعب كرة قدم. يلعب مع منتخب الأرجنتين لكرة القدم. سبق له أن لعب في كأس العالم لكرة القدم مع منتخب بلاده.

## روابط خارجية
- ليوبولدو لوكي على موقع الاتحاد الدولي (مؤرشف)  (الإنجليزية)
- ليوبولدو لوكي على موقع قاعدة بيانات كرة القدم.إي يو (الإنجليزية)
- ليوبولدو لوكي على موقع بيانات كرة القدم. دي إي (الألمانية)
- ليوبولدو لوكي على موقع ناشيونال فوتبول تيمز (الإنجليزية)